# خط قرمز (کلیولند)
خط قرمز (انگلیسی: Red Line) قطار شهری کلیولند، اوهایو، ایالات متحده آمریکا است که جزئی از سیستم حمل و نقل منطقه‌ای کلیولند بزرگ (GCRTA) محسوب می‌شود.
این قطار شهری در سال ۱۹۵۵ تأسیس شده و دارای ۱۸ ایستگاه و ۳۱ کیلومتر طول می‌باشد.

## نگارخانه

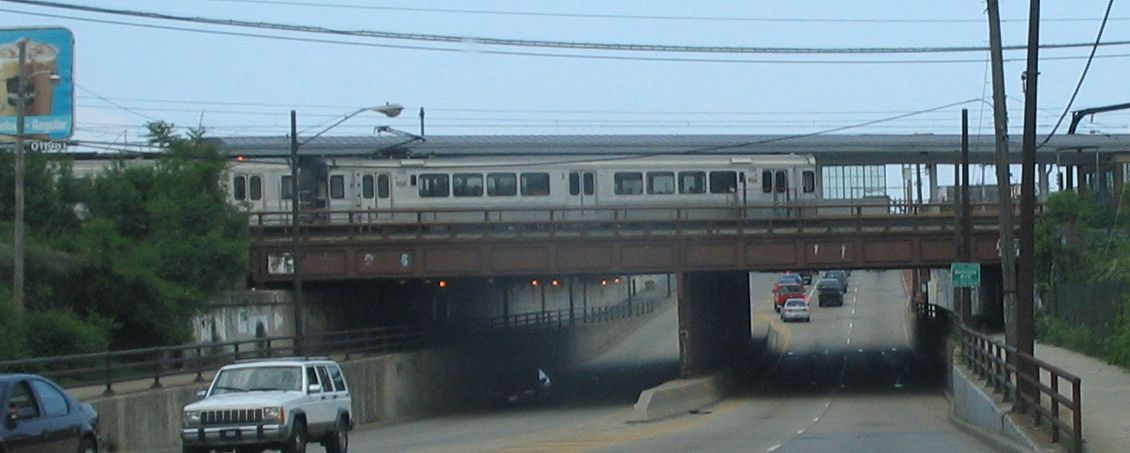
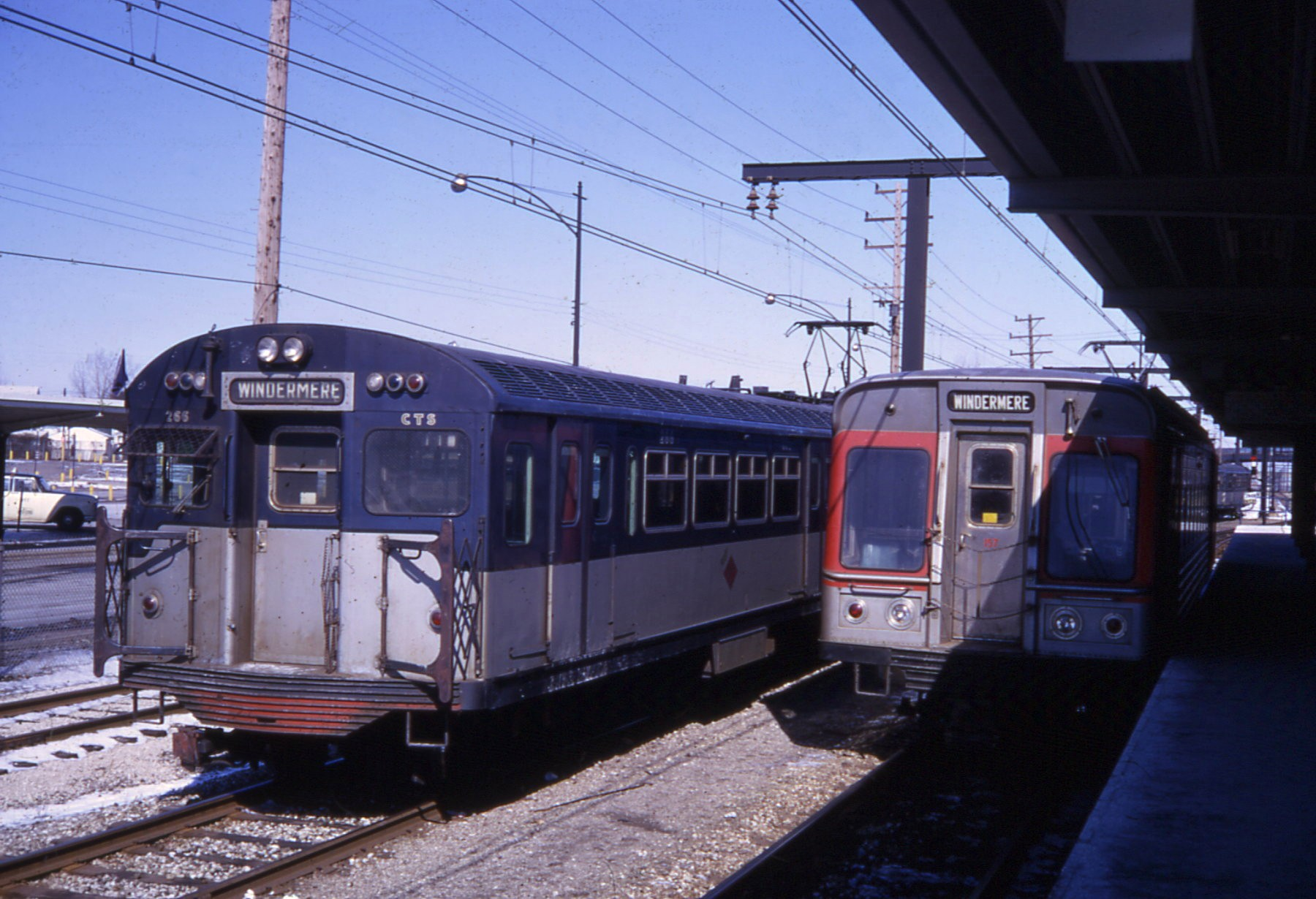
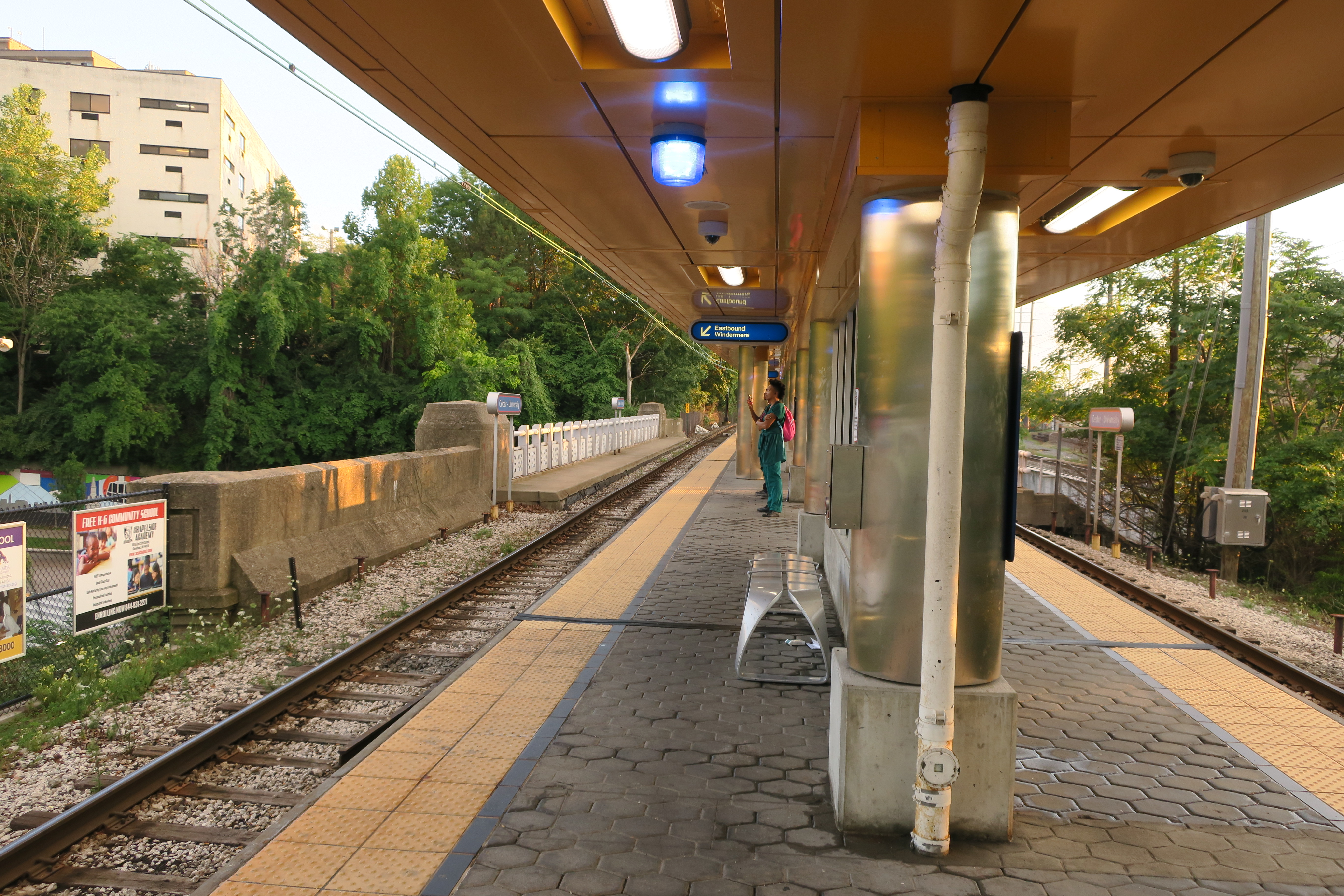
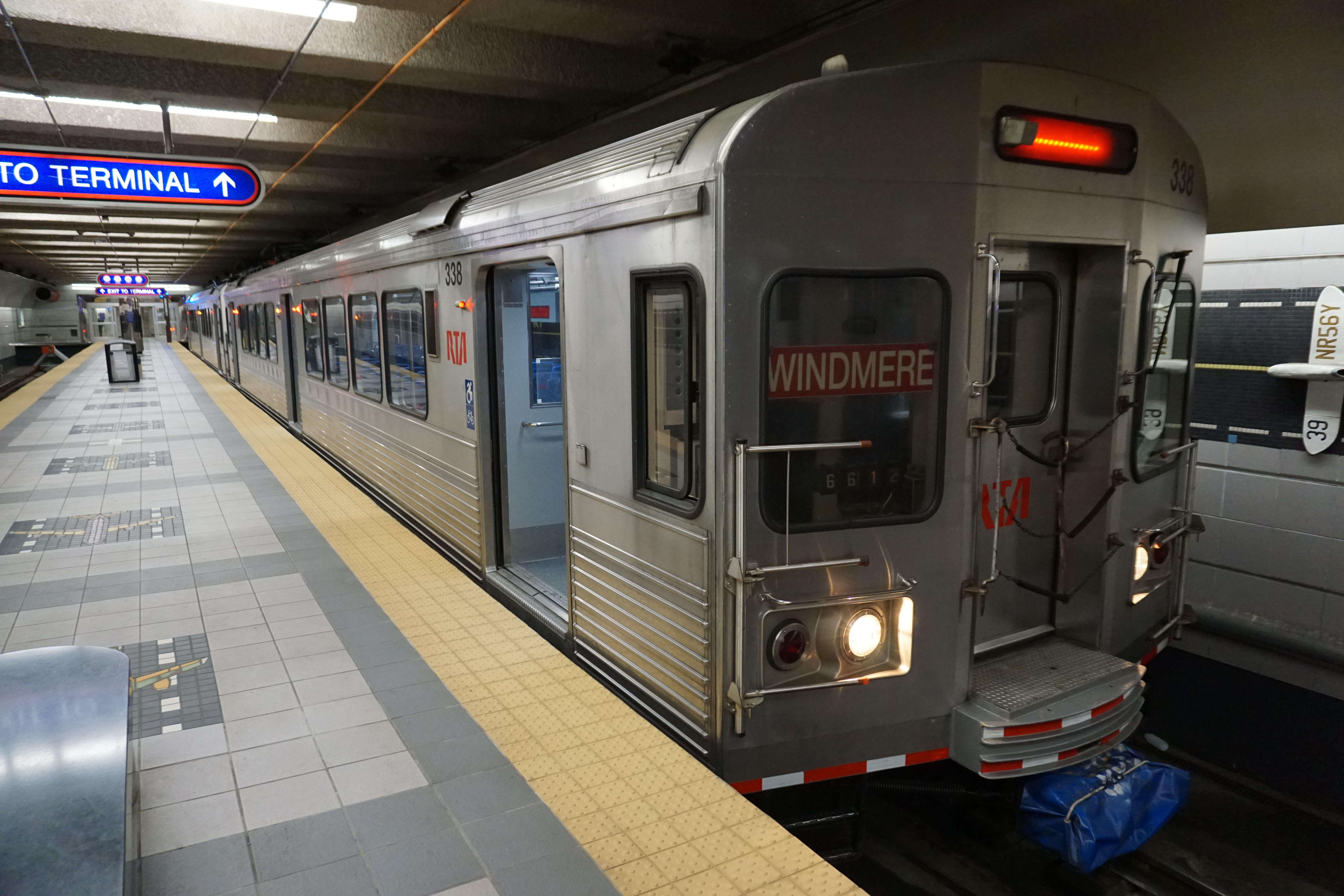
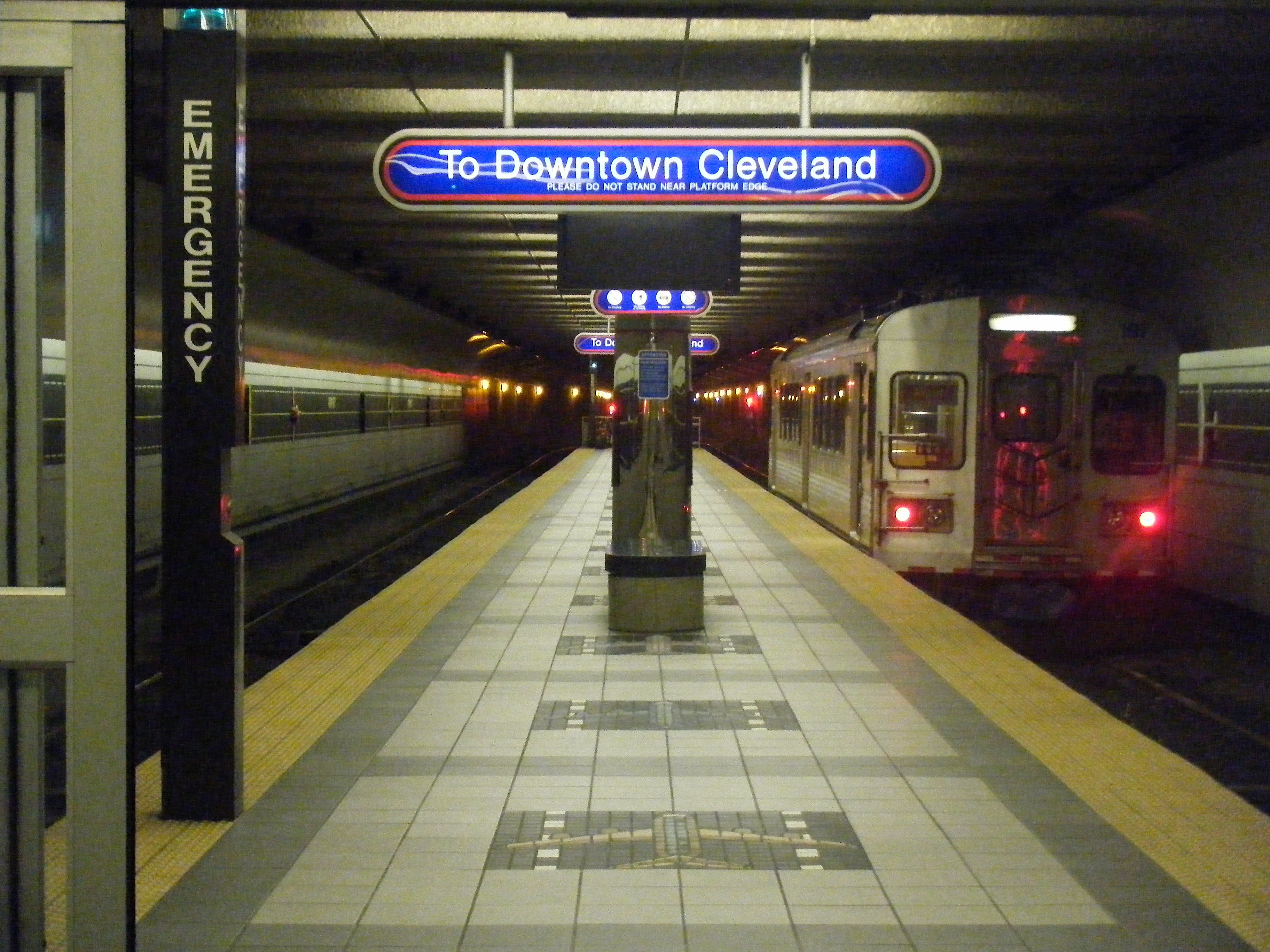
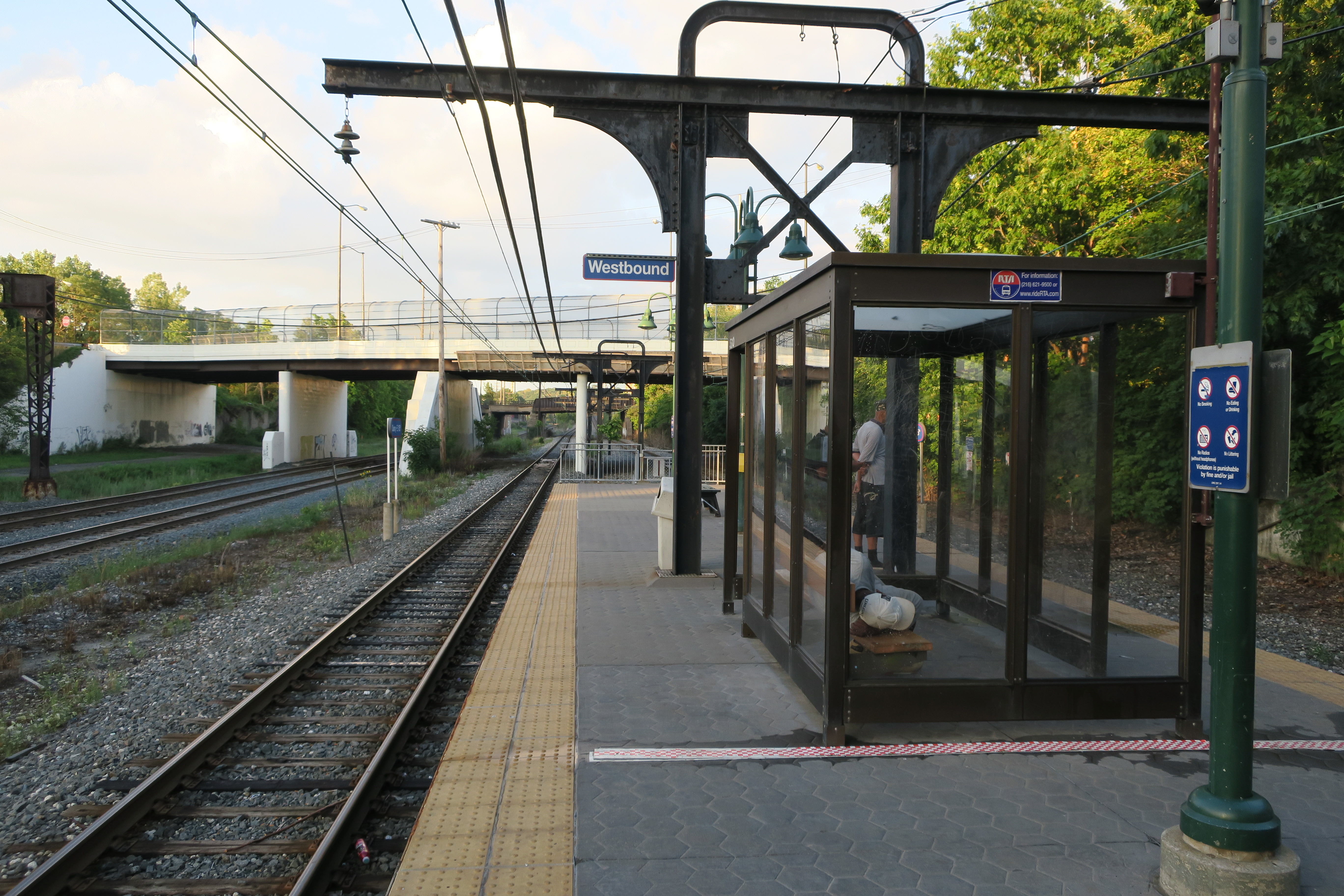
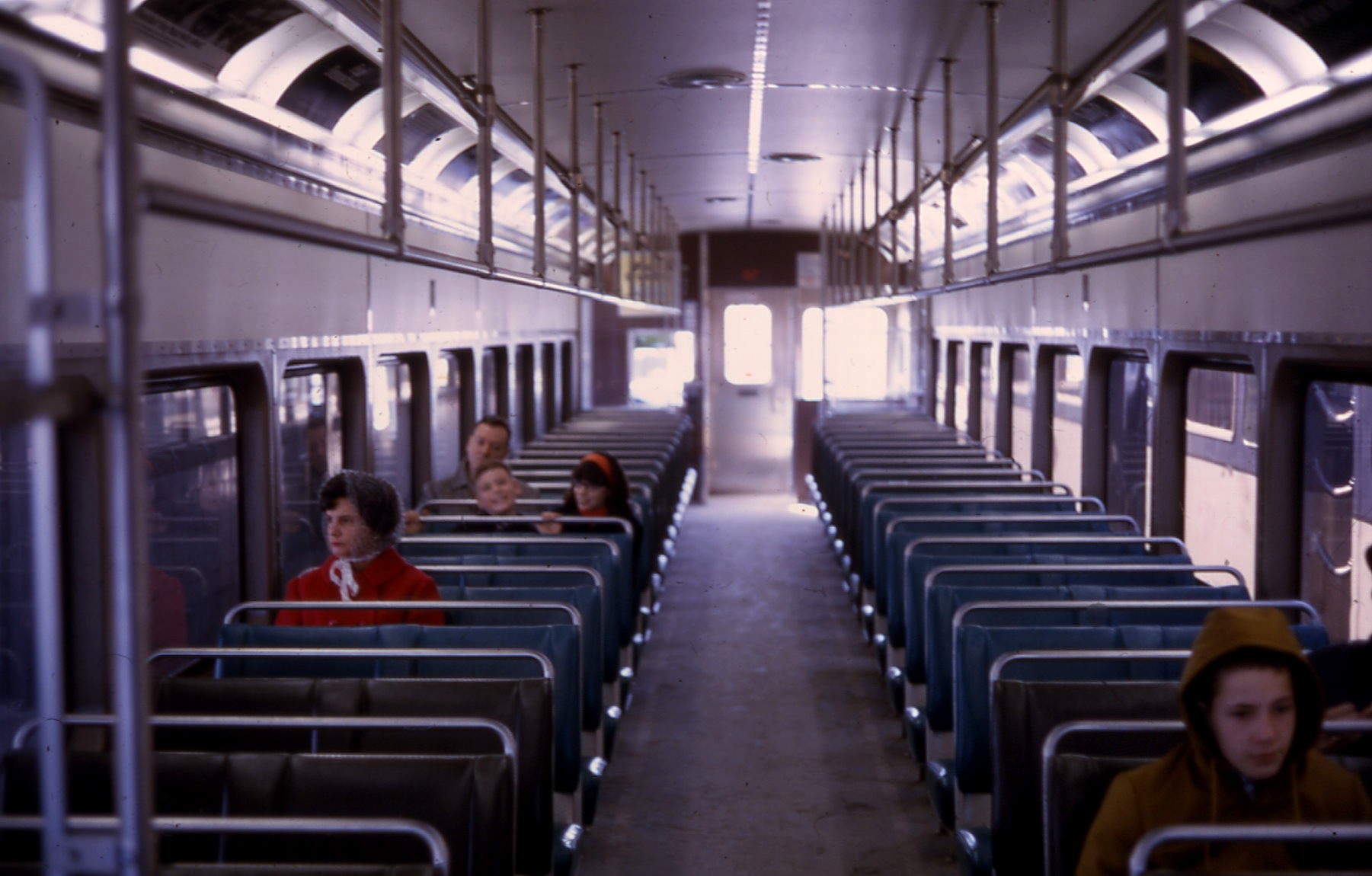
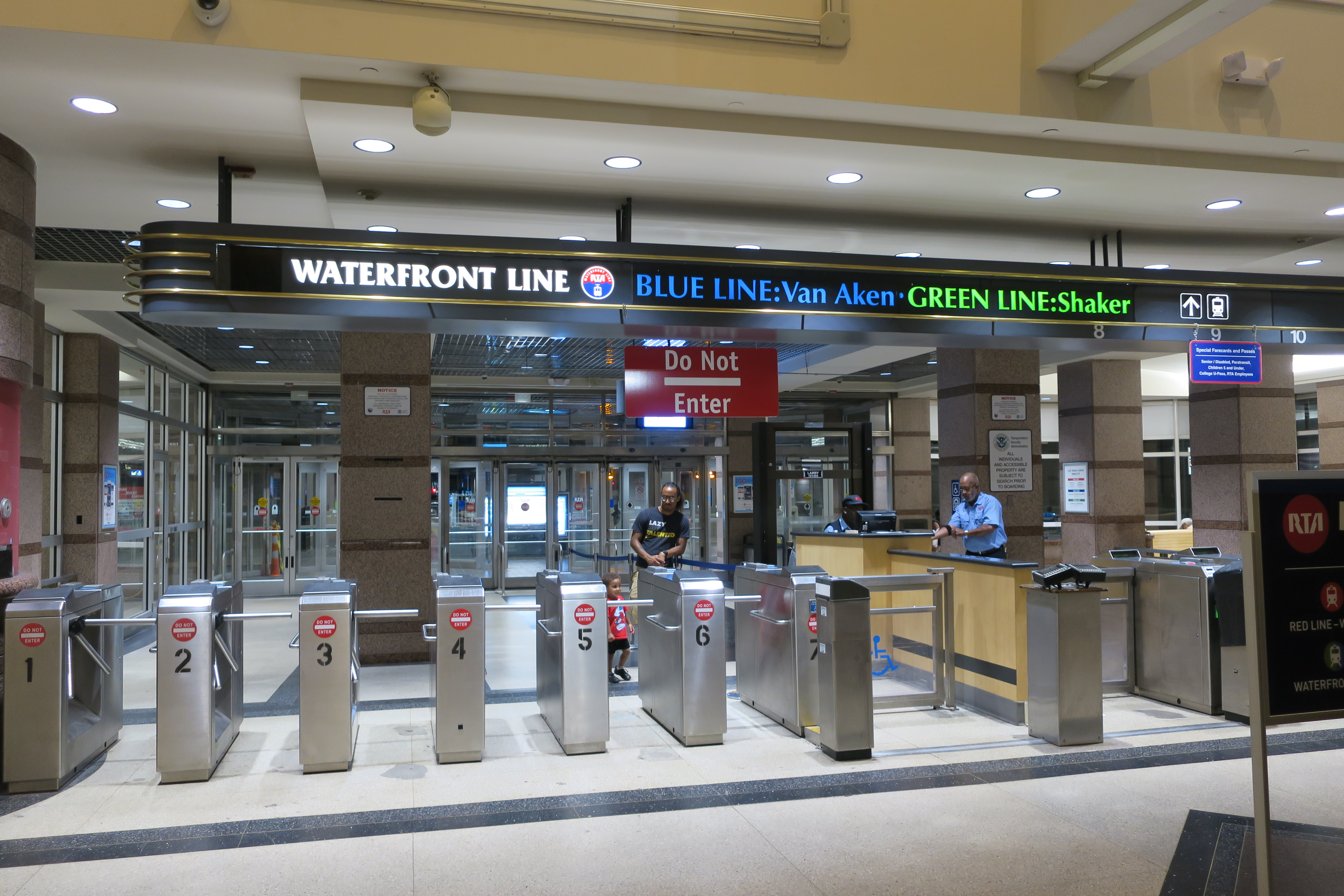
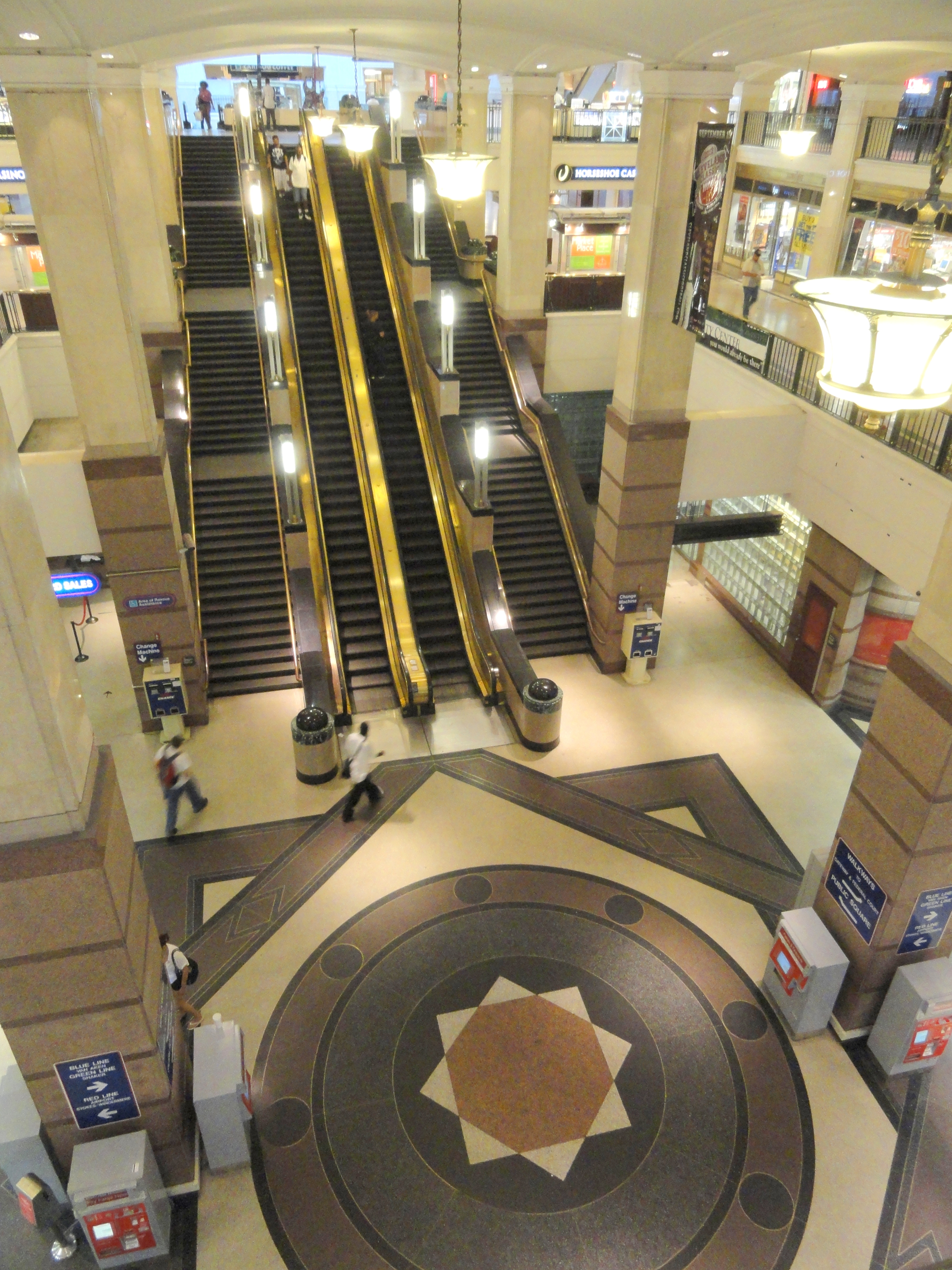